# Гринич
Гринич је мала варош која је ширењем Лондона постала његово предграђе. Кроз средиште овог места пролази нулти меридијан, који је по Гриничу добио и име.
Гринич је познат по свом универзитету, који је један од највећих у Уједињеном Краљевству. Непосредно уз зграду универзитета налази се велики парк у чијем средишту је смештена и опсерваторија.
Име је добио по саксонској речи Grenevic, што у преводи значи „зелено село“.
У овом месту такође је и рођена Елизабета I Тјудор, апсолутистичка владарка енглеске и једно време живела на овом месту.